# 하나다 히카루
하나다 히카루(1958년 9월 12일 ~ )는 일본의 남성 성우 및 남성 배우이다. 오오사와 사무소소속. 기후현출신.

## TV 애니메이션
1996년
- 엘프 사냥꾼들 (해적,가자미,다수)
- 체포 하겠어 (처리반 원B 테이프의목소리)
- 명탐정 코난 (에비하라 형사,니시무라 경부,다수)

1997년
- 엘프 사냥꾼들2 (천문학 협회 회원)

1998년
- 성방 무협 아우로 스타 (우주 항구 관리인)
- 멋지다 마사루 (맛나봉)
- 몽키매직 (석가)

1999년
- KAIKAN 문구 (라이브 오너,준무,이사)
- 도라에몽(버팔로)
- 닌타마 란타로 (닌자A,이치로 무관)
- BLUE GENDER (한)

2000년
- 짱구는 못말려 극장판 (히데키)
- 조이드 -ZOIDS- (중사)
- BRIGADOON 마린과 메이랑 (순경)

2001년
- 아!! 베리에그 (아버지)

2002년
- 이누야샤 (마을)
- 신 세기전 마스 (요코야마 교수)

2003년
- 이누야샤 (요괴)
- SUBMARINE SUPER 99 (사령관)

2004년
- 기동전사 건담 SEED DESTINY (중위)
- 닌타마 란타로 (산코타케)
- 도라에몽 (캐스터)
- 폭렬천사 (부랑자4)
- MONSTER (야마모토)

2005년
- IZUMO (오오나지)
- 음양대전기 (남자)
- 코텐코텐코 (대마왕)
- 해피세븐 내가 텔레비전 만화 (다수)
- BLOOD+

2006년
- Ergo Proxy (라울 크리드)
- CLUSTER EDGE (장교)

2007년
- 신곡 주계 포리 포 니카 (유기리 빠루테시오)

2008년
- 고르고 13 (암살자)
- 순정 로맨티카 (우사미 아키히코)
- 순정 로맨티카2 (우사미 아키히코)
- BLEACH (신 대장하늘 폭탄) (쿠즈류)
- 모노크롬 펙터 (나이토)

2009년
- 구인 사가 (카노스)
- 신곡 주계 포리 포 니카 크림슨S (유기리 빠루테시오)
- Phantom ~ Requiem for the Phantom ~ (다수)
- RIDEBACK -라이드백- (남성 캐스터)

2011년
- 세계제일의 첫사랑 (우사미 아키히코(고등학생))
- 도라에몽 (소믈리에)
- 블레이드 (젊은 귀족)

2012년
- 명탐정 코난 (타케이 형사)

2015년
- 순정로맨티카 3 ( 우사미 아키히코 )

## 극장 애니메이션
2024년
- 명탐정 코난: 100만 달러의 오릉성 (니시무라 쿄헤이)